# Herbert Clay Scurlock
Herbert Clay Scurlock (Fayetteville, 11 de março de 1875 – Washington D.C., 26 de setembro de 1952) foi um bioquímico norte-americano, pioneiro na aplicação de radioterapia no tratamento de câncer e no uso do raios-X para diagnósticos dentários. 

## Biografia
Herbert nasceu em Fayetteville, em 1875. Era filho de George Cornelius Scurlock (1852–1937) e Nannie Sanders Scurlock (1856–1928). Tinha dois irmãos, Addison Norton Scurlock (1883–1964), fotógrafo, e Mattie G Scurlock (1887–1959). Formou-se em química pelo Livingstone College, em Salisbury, em 1895. Em 1900, formou-se em medicina pela Universidade Howard, com mestrado em artes pela Columbia University, em 1915.
De 1900 a 1905, Herbert trabalhou como assistente de química e professor assistente em eletroterapia e raios-X na Faculdade de Medicina da Universidade Howard. Por um breve período, lecionou química e física, para depois retornar para a faculdade de medicina como professor titular do departamento de química e fisiologia.
Foi membro da Sociedade Médica e Cirúrgica do Distrito de Colúmbia, da qual foi presidente em 1916. Foi membro da American Chemical Society, Associação Americana para o Avanço da Ciência e da National Medical Association.

## Morte
Depois de dois anos enfrentando uma doença, Herbert morreu em 26 de setembro de 1952, em Washington D.C., aos 77 anos, tendo trabalhado por 40 anos na Universidade Howard. Ele foi sepultado no Cemitério Lincoln Memorial, em Suitland-Silver Hill, Maryland. Herbert deixou a esposa Mabel S. Scurlock, um filho, Herbert S. Scurlock e quatro filhas, Dorothea Dedmon, Helen Brown, Nina E. Mundy e Mabel E. Lewis.